# Lasioctena sisyraea
Lasioctena sisyraea är en fjärilsart som beskrevs av Edward Meyrick 1887. Lasioctena sisyraea ingår i släktet Lasioctena och familjen säckspinnare. Inga underarter finns listade i Catalogue of Life.